# Vol Sita Air 601
 (juillet 2023).
Si vous disposez d'ouvrages ou d'articles de référence ou si vous connaissez des sites web de qualité traitant du thème abordé ici, merci de compléter l'article en donnant les références utiles à sa vérifiabilité et en les liant à la section « Notes et références ».
 (juillet 2023).

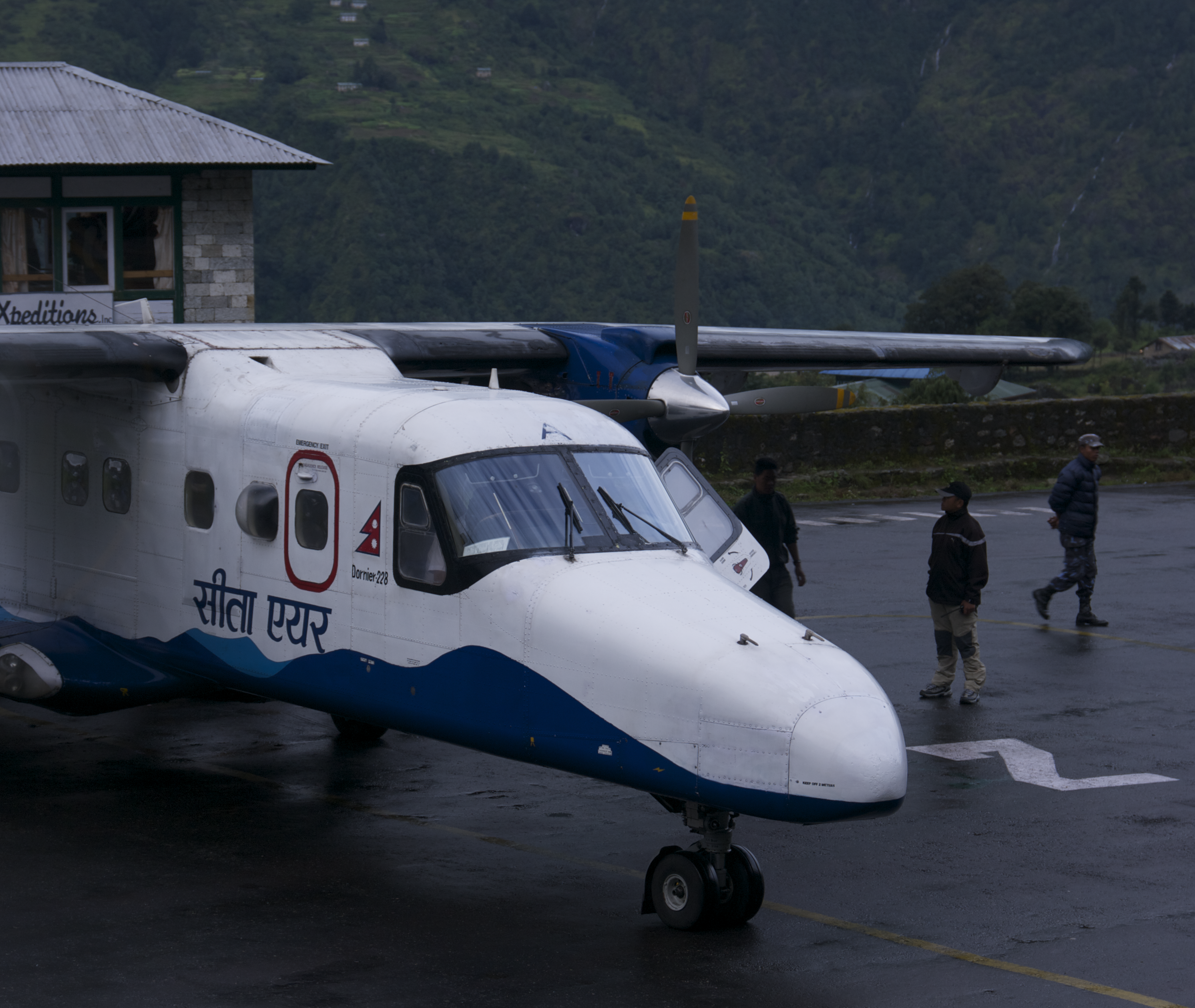
Le Dormier 228 immatriculé 9N-AHA, à l'aéroport de Lukla en 2011

Le vol Sita Air 601 (ST601/STA601) était un vol intérieur népalais de passagers, opéré par Sita Air entre l'aéroport international de Tribhuvan à Katmandou, capitale du Népal, et l'aéroport de Tenzing-Hillary à Lukla. Le 28 septembre 2012, le Dornier 228 assurant la liaison s'est écrasé lors d'un atterrissage d'urgence à Katmandou peu après le décollage, tuant les 19 personnes à bord.
Le rapport final, publié par la Commission népalaise d'enquête sur les accidents d'aviation (NAICC), a établi qu'une réduction de la poussée s'était produite pendant la course au décollage, mais que la cause de cette anomalie n'avait pu être déterminée. L'incapacité de l'équipage à maintenir une vitesse supérieure à la vitesse de décrochage, suivie d'une hauteur insuffisante de l'avion, ont conduit à l'écrasement de l'appareil,.

## Accident
Le vol 601 a décollé de l'aéroport international de Tribhuvan à 6h17 heure locale. C'était le premier vol à décoller de l'aéroport international de Tribhuvan ce jour-là. Alors qu'il se trouvait à une altitude de 15 m, le pilote a signalé des problèmes techniques avec l'avion et a demandé à retourner à l'aéroport. Les équipages ont signalé à Katmandou que l'avion avait peut-être heurté un vautour, ce qui a été remarqué par le contrôleur aérien de Katmandou, car l'avion a commencé à osciller et à effectuer des manœuvres inhabituelles. Trois minutes après le décollage, sur le chemin du retour vers l'aéroport, l'avion est descendu près de la rivière Manohara. Il a alors piqué du nez, a manqué de peu un bidonville et s'est écrasé sur les rives de la rivière Manohara, où il a pris feu. La partie avant du fuselage a été complètement détruite.
Immédiatement après l'accident, les pompiers de l'aéroport de Tribhuvan ont été déployés. Des dizaines de membres de l'armée et du personnel de secours se sont précipités sur les lieux de l'accident, bien que certains rapports indiquent que les pompiers ont mis plus d'une demi-heure à intervenir. Des témoins oculaires ont déclaré que plusieurs personnes avaient survécu à l'accident et criaient à l'aide à l'intérieur de l'épave en feu. Les habitants de la région voulaient apporter leur aide, mais ils craignaient que le moteur n'explose s'ils envoyaient de l'eau dessus. Lorsque les services d'urgence sont arrivés sur le site de l'accident, la plupart des parties de l'avion étaient complètement détruites. Les 19 personnes à bord ont péri dans l'accident.

## Aéronef
L'avion impliqué dans l'accident était un biturbopropulseur Dornier 228-202, immatriculé 9N-AHA, numéro de série 8123. Avant d'être vendu à Sita Air, il avait été acquis par Holiday Express en 1987. Il a ensuite été immatriculé en Australie sous le numéro VH-NSH, puis aux États-Unis sous le numéro N2255E pour le compte de G M Hock Construction. Il a été vendu à Executive World Airways sous le nom de F-ODZG et en 1990 il a été vendu à Air Caraïbes.

## Passagers et équipage
La plupart des passagers étaient des étrangers qui se rendaient à Lukla pour faire du trekking dans l'Himalaya. L'ambassade britannique au Népal a confirmé qu'au moins sept Britanniques se trouvaient sur le vol. La victime britannique la plus jeune avait 27 ans et la plus âgée 60 ans. Au moins 5 ressortissants chinois et 7 Népalais se trouvaient à bord du vol.
| Nationalité | Morts     | Morts    | Total |
| ----------- | --------- | -------- | ----- |
| Nationalité | Passagers | Equipage | Total |
| Népal       | 4         | 3        | 7     |
| Chine       | 5         | 0        | 5     |
| Royaume-Uni | 7         | 0        | 7     |
| Total       | 16        | 3        | 19    |

## Enquête
L'autorité de l'aviation civile du Népal a été chargée d'enquêter sur l'accident avec l'aide de la British Air Accidents Investigation Branch. Les enquêteurs ont commencé à recueillir les preuves de l'accident. L'enregistreur de données de vol et l'enregistreur vocal du cockpit ont été récupérés. Lors de la course au décollage, les conditions météorologiques à Tribhuvan étaient bonnes et la visibilité bonne. D'après les interviews des témoins oculaires, l'avion était en feu lorsqu'il s'est écrasé au sol.
Un proche du copilote du vol 601 a déclaré qu'il avait prévenu que les vols de la compagnie aérienne étaient régulièrement surchargés et qu'un bidonville voisin attirait les oiseaux sur la piste. Cependant, Sagar Acharya, responsable de la sécurité des vols de la compagnie, a nié que l'avion transportait trop de poids. La plupart des rapports indiquent que l'avion a été heurté par un oiseau peu après son décollage de Tribhuvan. Des rapports contradictoires indiquent que l'avion a heurté un aigle noir, tandis que d'autres affirment qu'il a heurté un vautour. Ce rapport a été confirmé par le contrôleur aérien en service, qui a déclaré que le pilote avait contacté la tour de Tribhuvan pour demander un atterrissage d'urgence en raison de "problèmes techniques", peut-être dus à une collision avec un oiseau. D'après les déclarations de l'ATC, le moteur droit du vol 601 pourrait avoir été heurté par un oiseau et avoir pris feu. Les enquêteurs se sont ensuite concentrés sur la théorie de l'impact d'oiseau.
Les enquêteurs ont déclaré par la suite que l'impact de l'oiseau avait pu rendre le pilote nerveux. L'avion a ensuite pris feu et, pour tenter d'éteindre l'incendie, le pilote a tenté un atterrissage d'urgence sur la rivière Manohara, mais il a piqué du nez et s'est écrasé sur le terrain de football.
D'après un rapport préliminaire publié le 30 septembre 2012, l'oiseau est entré en collision avec le moteur droit à une cinquantaine de pieds au-dessus du sol, provoquant la séparation d'une partie du moteur. La pièce a ensuite percuté l'empennage vertical et mis hors service le gouvernail, coupant les commandes de l'avion. L'avion s'est alors mis à tourner brusquement. Il est alors devenu incontrôlable et s'est écrasé.
Les enquêteurs ont inspecté les images de vidéosurveillance de l'accident et ont remarqué qu'un flash s'était produit sur le moteur droit du vol 601, environ 5 secondes avant la rotation. Un témoin oculaire, pilote professionnel, a déclaré avoir remarqué que l'avion avait tenté en vain de se soulever. Le nez de l'avion s'est soulevé, mais la queue de l'avion a failli heurter le sol. Le NAAIC a ensuite constaté que l'équipage avait annoncé "V1" prématurément, ce qui a empêché l'avion de décoller. La NAAIC a ensuite rapporté que l'avion n'était pas capable de maintenir 77 KIAS en vol en palier, suggérant qu'un moteur était tombé en panne et que l'autre avait subi une perte de puissance d'au moins 13%. Une analyse a ensuite été faite par la NAAIC :

« Il est possible que l'oiseau ait momentanément perturbé le flux d'air dans le moteur avant d'être heurté par l'hélice, provoquant une poussée et la flamme présumée que l'on voit sur les images de la télévision en circuit fermé (CCTV), mais le constructeur du moteur a jugé cette hypothèse improbable. Le constructeur a estimé que si l'oiseau avait été suffisamment proche de l'entrée d'air pour perturber le flux d'air, il aurait été aspiré. Si la flamme vue sur la caméra de surveillance et le "bang" qui l'accompagne, entendu sur le CVR, sont la preuve d'une surchauffe du moteur, une autre cause possible est un problème de débit de carburant. Toutefois, le constructeur a également indiqué que ce type de moteur était très résistant aux coups de bélier. »

Une enquête ultérieure a révélé que les hélices du vol 601 n'étaient pas en drapeau et fonctionnaient normalement. L'enquête a révélé que le moteur n'avait pas perdu toute sa puissance, mais qu'il fonctionnait à faible puissance. Les manettes de poussée dans le cockpit ont également révélé qu'aucun moteur n'avait été arrêté par l'équipage au cours de l'incident. Aucun reste d'oiseau n'a été trouvé à l'intérieur des moteurs. Cependant, il y a des preuves que le cerf-volant noir a été heurté par les hélices.
Selon la feuille de chargement du vol 601, le vol a décollé avec une masse au décollage de 5 834 kg et une masse estimée à l'atterrissage de 5 698 kg. La feuille de chargement indiquait qu'aucun bagage n'avait été chargé, mais les vidéos de surveillance ont montré que des bagages d'environ 80 kg avaient été chargés et n'avaient pas été enlevés avant que l'avion ne quitte le stand. Le poids au décollage a donc été corrigé à 5 914 kg en utilisant les poids standard du Népal pour les passagers, ce qui signifie que l'avion était surchargé. Cependant, la surcharge ne peut à elle seule expliquer le problème de performance, car une analyse plus poussée a révélé qu'un avion grossièrement surchargé aurait eu une meilleure performance que 9N-AHA pendant le vol de l'accident.
L'analyse sonore de l'enregistreur de la parole dans le cockpit et des enregistrements des données de vol a révélé que la traînée produite par l'hélice était supérieure à la poussée produite. L'enquête a par la suite indiqué ce qui suit "La traînée d'un moteur au ralenti en vol est supérieure à la traînée d'un moteur inopérant (OEI), et dans le cas de 9N-AHA où le débit de carburant au ralenti en vol a été réglé par erreur à un niveau trop bas, la traînée aurait été encore plus importante au ralenti. Il est donc possible qu'à environ 6 200 kg, avec un moteur à 100 % de la puissance et un moteur au ralenti de vol, la poussée aurait été insuffisante pour maintenir 77 kt, et la traînée supplémentaire d'un côté aurait affecté la contrôlabilité plus que dans le cas OEI ".
Les enquêteurs ont déclaré que la perte de puissance s'est produite à 70 KIAS, alors que la V1 était à 83 KIAS. Lorsqu'une perte de puissance s'est produite en dessous de V1, l'équipage aurait dû interrompre le décollage. L'équipage semble ne pas s'être rendu compte de la perte de puissance. L'avion a continué à accélérer, bien qu'à un rythme plus faible que lors des décollages précédents, a pris l'air à 86 KIAS au-dessus de V2 et a continué à accélérer pendant environ 2 secondes, après quoi la vitesse a commencé à diminuer de façon continue. La NAAIC a déclaré que l'équipage n'a peut-être pas reconnu la perte de puissance parce qu'elle s'est produite graduellement et progressivement plutôt qu'instantanément.
Si un dysfonctionnement de l'avion se produit au décollage ou au-dessus de la V1, l'aéroport permet aux équipages de poursuivre le décollage ou d'atterrir sur la piste si celle-ci est suffisamment longue pour permettre à l'avion de s'arrêter en toute sécurité. Une piste longue était disponible lors de l'incident, ce qui aurait dû être suffisant pour immobiliser l'avion. Cependant, l'équipage a choisi de ne pas retenir cette option et a poursuivi son vol. L'enquête a montré que l'équipage avait probablement choisi de ne pas atterrir à l'aéroport en raison de la politique de la compagnie qui consiste à poursuivre le vol en cas de dysfonctionnement d'un moteur à une vitesse égale ou supérieure à V1.
La NAAIC a ensuite conclu son enquête comme suit :

« Aucune défaillance n'a été constatée sur les deux moteurs, et il n'y a aucune preuve de l'ingestion d'un oiseau dans le moteur. Les deux moteurs produisaient une faible puissance à l'impact, les deux hélices étaient dans leur plage de fonctionnement normale. Cependant, une réduction insidieuse de la puissance s'est produite à partir de 70 KIAS, sans que l'équipage s'en aperçoive. Après le décollage, l'assiette en tangage a été réglée trop haut pour que l'avion puisse maintenir V2, la vitesse de l'avion est tombée en dessous de V2, nécessitant plus de poussée que celle disponible pour accélérer à nouveau. L'enquête n'a pas permis de déterminer la cause de la réduction de la poussée. »